# Pontecagnano Faiano

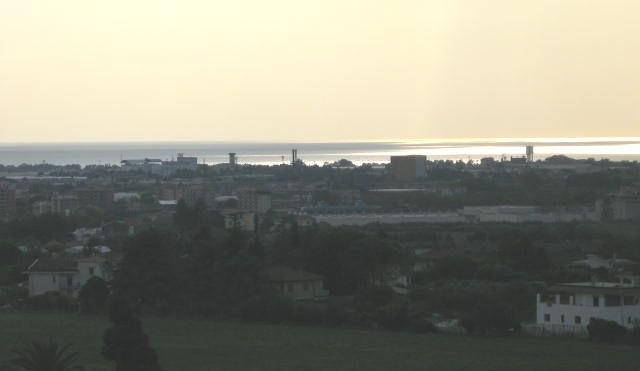
Panorama

Pontecagnano Faiano ist eine italienische Gemeinde mit 26.439 Einwohnern (Stand 31. Dezember 2023) in der Provinz Salerno in der Region Kampanien.

## Geografie
Die Nachbargemeinden sind Battipaglia, Bellizzi, Giffoni Valle Piana, Montecorvino Pugliano und Salerno. Die Ortsteile sind Corvinia, La Picciola, Magazzeno und Sant’Antonio.